# Ali Bencheikh
Ali Bencheikh (en árabe: علي بن شيخ‎; El M'hir, Argelia francesa, 9 de enero de 1955) es un exfutbolista de Argelia que jugaba en la posición de centrocampista.

## Carrera

### Club
| Periodo   | Club        |
| --------- | ----------- |
| 1973-1978 | MC Alger    |
| 1979-1980 | DNC Alger   |
| 1980-1986 | MC Alger    |
| 1986-1987 | JSM Chéraga |
| 1987-1988 | MC Alger    |

### Selección nacional
Jugó para Argelia en 48 ocasiones de 1976 a 1985 y anotó siete goles; participó en la Copa Mundial de Fútbol de 1982, los Juegos Panafricanos de 1978, Juegos Mediterráneos de 1979 y la Copa Africana de Naciones 1982.

## Logros

### Club
- Campeonato Nacional de Argelia (4): 1975, 1976, 1978, 1979
- Copa de Argelia (3): 1973, 1976, 1983
- Copa Africana de Clubes Campeones (1): 1976[4]
- Recopa del Magreb (1): 1973

### Selección nacional
- Juegos Panafricanos (1): 1978

### Individual
- Mejor jugador del Campeonato Nacional de Argelia en 1976, 1977, 1978.